# موتور اتحاد يك (دشتاب)
موتور اتحاد یك (بالإنجليزية: Mowtowr-e Atahadik)‏ هي مستوطنة تقع في إيران في قسم دشتاب الريفي. يقدر عدد سكانها بـ 49 نسمة .